# Engelse Kamp
Het Engelse Kamp was de benaming voor een interneringskamp van Britse militairen tijdens de Eerste Wereldoorlog in de Nederlandse stad Groningen. Het bevond zich op het exercitieterrein van de Rabenhauptkazerne nabij de Hereweg, achter de huidige Van Mesdagkliniek. De Britten noemden het zelf (HMS) Timbertown naar de houten barakken van het kamp.

## Voorgeschiedenis
De 1500 Britse militairen waren onderdeel van de 1st Royal Naval Brigade (onderdeel van de 63e Royal Naval Division), die in oktober 1914 naar België gestuurd was om het Belgische Leger te ondersteunen tijdens de Duitse aanval op Antwerpen. De meeste soldaten waren slecht getraind: het waren ofwel reservisten of vrijwilligers die pas in augustus 1914 waren opgeroepen en in een opleidingskamp een spoedcursus kregen tot infanterist. Het Duitse leger dreigde al snel de stad in te nemen, waarop de Britse en Belgische legers zich achter de Schelde terugtrokken, waarbij echter verzuimd werd om de betreffende soldaten tijdig te waarschuwen.Het Duitse leger leek daarbij hun ontsnappingsroute af te snijden. Commodore Wilfred Henderson besloot daarop om zich niet krijgsgevangen te laten nemen, maar zijn drie bataljons (Collingwood, Benbow en Hawke) opdracht te geven om op 9 oktober 1914 de grens naar het neutrale Nederland over te steken. Daar werden ze net als ruim 33.000 Belgische soldaten conform het oorlogsrecht geïnterneerd. De grote stroom Belgische vluchtelingen en geïnterneerden leidde ertoe dat het gezag het besluit nam om de Britse soldaten over te brengen naar het noorden. De Rabenhauptkazerne stond toen leeg omdat het 12e Regiment infanterie was gemobiliseerd en werd daarop als voorlopige huisvesting gebruikt voor ongeveer 1150 Britse geïnterneerden, die daar dicht op elkaar zaten onder toezicht van de Nederlandse Landstorm (reservisten). Nog eens 381 van hen werden ondergebracht in de Prins Frederikkazerne in Leeuwarden. Omdat er ook een grote groep Belgische soldaten moest worden geïnterneerd in deze laatste kazerne, werden ze al op 17 oktober ook naar Groningen gebracht en daar ondergebracht in een loods van fietsfabriek Fongers iets verderop aan de Hereweg.  

## Het kamp
Deze situatie was niet houdbaar en daarop werd besloten tot het inrichten van een barakkenkamp op het exercitieterrein (annex sportterrein) achter de gevangenis en ten noorden van het Helperdiepje. De toegang bevond zich tussen het Sterrebos en de noordelijke gevangenismuur. 
Het kamp werd gebouwd door het bedrijf J.Timmer en Zonen uit Helpman. In januari 1915 was dit kamp gereed en werden de soldaten overgebracht. Het kamp was omringd door twee rijen prikkeldraad en werd bewaakt door het Nederlandse leger in samenwerking met Engelse bewakers. De geïnterneerden kregen overigens wel gewoon soldij die gelijk stond aan de laagste soldatenrang binnen het Nederlandse leger: 10 (gulden)cent per dag. 
Elk van de drie Engelse bataljons kreeg in het kamp een eigen woonbarak van 72 bij 17,5 meter, waar 500 man konden worden gehuisvest. De zijvleugels van deze barakken werden gebruikt om te slapen: hier stonden houten stapelbedden. Het hogere middengedeelte van de barak werd ingericht als woongedeelte met tafels en banken. In elke barak bevond zich verder een winkeltje voor drinken en snoepgoed (de 'dry cantine') en aan beide uiteinden van de barak bevonden zich de kamers voor de onderofficieren, die een oogje in het zeil moesten houden. Ondanks de aanwezigheid van 4 kachels bleven de barakken koud in de winter. In de zomer was het er soms zo benauwd dat de soldaten buiten sliepen. 
Op het kamp bevonden zich ook een postkantoor met bibliotheekje, een recreatiezaal annex kerkzaal, een ziekenboeg, een aantal leslokalen en werkplaatsen voor timmerlieden, meubelmakers, kleermakers en elektriciens. 

### Activiteiten
Ter voorkoming van dreigende demoralisering werden op het kamp ook een aantal voorzieningen voor sport en ontspanning gerealiseerd, werden de soldaten verplicht tot deelname aan exercities, marsen en andere oefeningen en werden ze gestimuleerd tot het oprichten van clubs voor het beoefenen van onder andere sport, muziek en toneel. De bekendste club op het kamp was cabaretgroep Timbertown Follies. De soldaten mochten soms ook onder begeleiding Groningen in om er een bioscoop of een kroeg te bezoeken. Ook werden er taallessen en cursussen aangeboden in zaken als boekhouden en navigatie. Vanaf 1916 werden hierin zelfs examens afgenomen door speciaal uit Engeland overgekomen gemachtigden. 
Vanaf april 1915 mochten de soldaten ook buiten het kamp om te werken. Zo werkten ruim 60 soldaten in de mijnen bij Heerlen, 50 man bij de scheepswerf van E.J. Smit bij Westerbroek en diverse mensen in fabrieken in Noord- en Oost-Groningen en bij oogstwerkzaamheden in de provincie. De inkomsten werden voor hen een spaarfonds beheerd, waaruit ze na de oorlog geld zouden krijgen. Omdat dit fonds na de oorlog niet op orde was, duurde het soms jarenlang voordat de soldaten het geld kregen waar ze recht op hadden. 
De Groninger bevolking mocht op zondagmiddag het kamp bezoeken, iets wat erg populair was. Hierdoor ontstonden verschillende verkeringen tussen Engelse soldaten en Groningse meisjes, die soms leiden tot buitenechtelijke kinderen. 

### Voetbal
De Engelse soldaten deden veel aan voetbal. Elk bataljon had zijn eigen team. Deze teams speelden soms vriendschappelijke wedstrijden tegen lokale voetbalteams zoals Forward en Be Quick. De Engelse teams verenigden zich reeds in 1914 in de Royal Naval Brigade Football Club Association, maar mochten niet meedoen aan de landelijke Nederlandse competitie. Wel deden ze mee aan competities in de provincie. Ook werd er een kampteam (brigadeteam) opgericht dat in 1916 zelfs gelijk wist te spelen tegen Ajax tijdens een vriendschappelijke wedstrijd. Speler Harry Waites wist als trainer Be Quick na de oorlog in 1920 tot landskampioen te maken en vervolgens ook Feijenoord in 1924. Doelman Arnold Birch speelde na een korte carrière bij Be Quick onder andere bij de Engelse voetbalclubs Sheffield en Chesterfield. 

### Verlof
De Engelse officieren mochten in tegenstelling tot de soldaten soms op verlof naar Engeland. Dit laatste werd door de soldaten in het kamp beschouwd als onrechtvaardig. Vanaf februari 1915 verleende de Nederlandse bevelhebber Snijders echter ook toestemming aan anderen voor ziekteverlof mits er humanitaire gronden waren, zoals ziekte van een echtgenoot. De reis was echter niet zonder gevaren. Zo werden in 1916 tien soldaten op een Nederlands schip naar Engeland door een Duitse patrouilleboot van boord gehaald als krijgsgevangenen en in 1917 kwamen drie onderofficieren om tijdens de zeereis toen hun schip werd getorpedeerd door een Duitse onderzeeboot. Het ziekteverlof werd ruimhartig toegekend. Zo verbleven in januari 1917 maar liefst 350 soldaten om deze reden in Engeland. Dat jaar werd besloten om ook groepsverlof toe te staan. Bij de wapenstilstand van november 1918 verbleven ruim 300 soldaten in Engeland. 

### Ontsnappingspogingen
Verschillende soldaten probeerden in de loop der tijd te ontsnappen naar Engeland. De officieren waren conform de Vredesconferentie van Den Haag van 1907 niet in het kamp, maar in huisvesting elders in de stad ondergebracht op hun erewoord dat ze niet zouden vluchten. Reeds in december 1914 gaven echter 15 officieren gehoor aan Lord Kitchener's "(Your Country) Wants You" en probeerden toch te vluchten naar Engeland. 7 van hen slaagden hierin (waarvan 1 vermomd als vrouw) en de rest werd teruggebracht. Toen de rest van de officieren op verzoek te kennen gaf zich ook niet aan hun erewoord te willen houden, werden zij daarop overgeplaatst naar Fort Wierickerschans bij Bodegraven en naar het eiland Urk. Officier Thomas Rainey wist echter onder het mom van gefingeerde 'psychische problemen' voor onderzoek daarnaar overplaatsing aan te vragen naar een kazerne in Den Haag, waar hij op begeleid verlof mocht als hij 'op erewoord belooft niet te ontsnappen'. Hij maakte er echter van 'op erewoord belooft te ontsnappen', hetgeen niet werd opgemerkt. Hij wist daarop eveneens te ontsnappen naar Engeland, waarna een politieke rel volgde tussen de Nederlandse en Engelse regering. Rainey bleef echter in Engeland aangezien hij zijn erewoord niet gebroken had en dus volgens de Britse regering niet terug hoefde de worden gestuurd.
Ook soldaten probeerden regelmatig te ontsnappen. Omdat Groningse burgers en soms ook wachtposten van het kamp hen hier soms bij hielpen (bijvoorbeeld door de andere kant op te kijken) werd op 19 januari 1915 door de Nederlandse staat de Staat van Beleg afgekondigd voor alle interneringskampen. Daarmee verschoof het bestuur van de gemeente naar het militair gezag. Het werd verboden aan Groningers om hulp te verlenen en een aantal mensen werden hiervoor ook veroordeeld tot gevangenisstraffen. In totaal ondernamen 91 soldaten en officieren een vluchtpoging, waarvan er 37 slaagden. In mei 1916 werd er echter een speciale regeling regeling getroffen met de Engelse regering, die daarop alle daarna gevluchte Engelsen terugstuurde naar Nederland.
9 soldaten overleden tijdens hun verblijf in het kamp en werden vervolgens met groot militair eerbetoon begraven op de Zuiderbegraafplaats (klasse 4, rij 37, graven 74-82). Deze graven staan onder het beheer van de Commonwealth War Graves Commission.

## Na de oorlog
Kort na de oorlog werd het kamp ingericht voor de opvang van zieke uit Duitsland gerepatrieerde krijgsgevangenen. In januari 1919 viel het terrein terug aan de eigenaar, het Ministerie van Oorlog, die het eerst verhuurde aan onder andere sportverenigingen. In de jaren 1920 werd het terrein ingericht voor de huisvesting van dienstplichtigen uit Groningen, Friesland en Drenthe en voor officieren met hun gezinnen. Na de invoering van de Dienstplichtwet in 1922 werden opgeroepen dienstplichtigen er opgeroepen voor de keuring.
In 1938 werden de bouwvallig geworden barakken afgebroken. 

## Tweede barakkenkamp
In de eerste helft van 1940 werden er nieuwe barakken gebouwd waar de gedemobiliseerde Nederlandse militairen van de Rabenhauptkazerne in juni 1940 werden ondergebracht. In april 1941 werd het kamp omgedoopt tot 'Otto Weddigenlager' (naar de Duitse onderzeebootcommandant Otto Weddigen uit de Eerste Wereldoorlog) en gebruikt door een afdeling van de Kriegsmarine.
Bij de bevrijding van Groningen raakte het kamp beschadigd, maar werd vervolgens hersteld en weer ingericht voor de keuring van dienstplichtigen en de huisvesting van dienstplichtigen die te werk gesteld waren bij militaire afdelingen aan de Hereweg of er een opleiding volgden. Ook lagen er detachementen van het Regiment Van Heutz, die bevoorradings- en munitiedepots in de omgeving van Groningen moesten bewaken. Aan de vooravond van grote oefeningen sliepen er soms ook mensen van de Nationale Reserve. In 1947 werd ook de Groningse bereden politie er gestationeerd, hoewel de huisvesting daarvoor volstrekt ontoereikend was.
In 1958 werden de nieuwe plannen bekend voor de uitbreiding van de Van Mesdagkliniek en de vestiging van de Rijksgebouwendienst op het terrein. Het kamp moest daarmee verdwijnen. Enkele van de laatsten die er verbleven waren een detachement van de Gravendienst, die de lichamen van Duitse gesneuvelden in de provincie op moest graven om ze te kunnen herbegraven op de Duitse militaire begraafplaats in Ysselsteyn en leden van de Berbers-Franse Spahi's (7e régiment de spahis algériens), die het Gronings Ontzet moesten opsieren.
In september 1958 werden de barakken afgebroken. 

## Latere ontwikkelingen
In 1959 werd het terrein nog gebruikt als standplaats van het Duitse Circus Krone, maar daarna was het afgelopen. Het terrein werd begin jaren 1960 opgesplitst in een westelijk deel voor de uitbreiding van de Van Mesdagkliniek (locatie van het vroegere kamp) en een oostelijk deel voor de zuidelijke twee torens van het kantorencomplex Kempkensberg (locatie van het vroegere sportterrein van het kamp). Beide gebieden werden van elkaar gescheiden door de weg 'Engelse Kamp' met ernaast een nieuwe gracht rond de Van Mesdagkliniek.
In 1990 liet de Groningse vrijmetselaarsloge L'Union Provinciale op de grens van de weg Engelse Kamp met de weg Kempkensberg (waar zich de ingang van het kamp vroeger bevond) een klein gedenkteken naar ontwerp van mede-vrijmetselaar Jacques Hammes plaatsen om te herinneren aan het feit dat hier op 22 mei 1915 in het Engelse Kamp de Engelse Gastvrijheid Lodge werd opgericht. Het gedenkteken heeft de vorm van een ruwe kubus, een vrijmetselarensymbool.
Rond 2010 werden de torens van het kantorencomplex Kempkensberg gesloopt en vervangen door het nieuwe kantorencomplex Kempkensberg, dat zich echter op het noordelijke deel van het terrein bevindt; buiten de Engelse Kamp. Op het zuidelijke deel van dit terrein (het oude sportterrein) zal de wijk Engelse Park worden gerealiseerd.
In 2014 verscheen een boek over het Engelse Kamp. Vermoedelijk is kort daarna de vroegere pilaar die onderdeel vormde van de toegangspoort en al jaren overgroeid stond aan de oostpunt van het Sterrebos weer zichtbaar gemaakt en voorzien van een bord met toelichting.

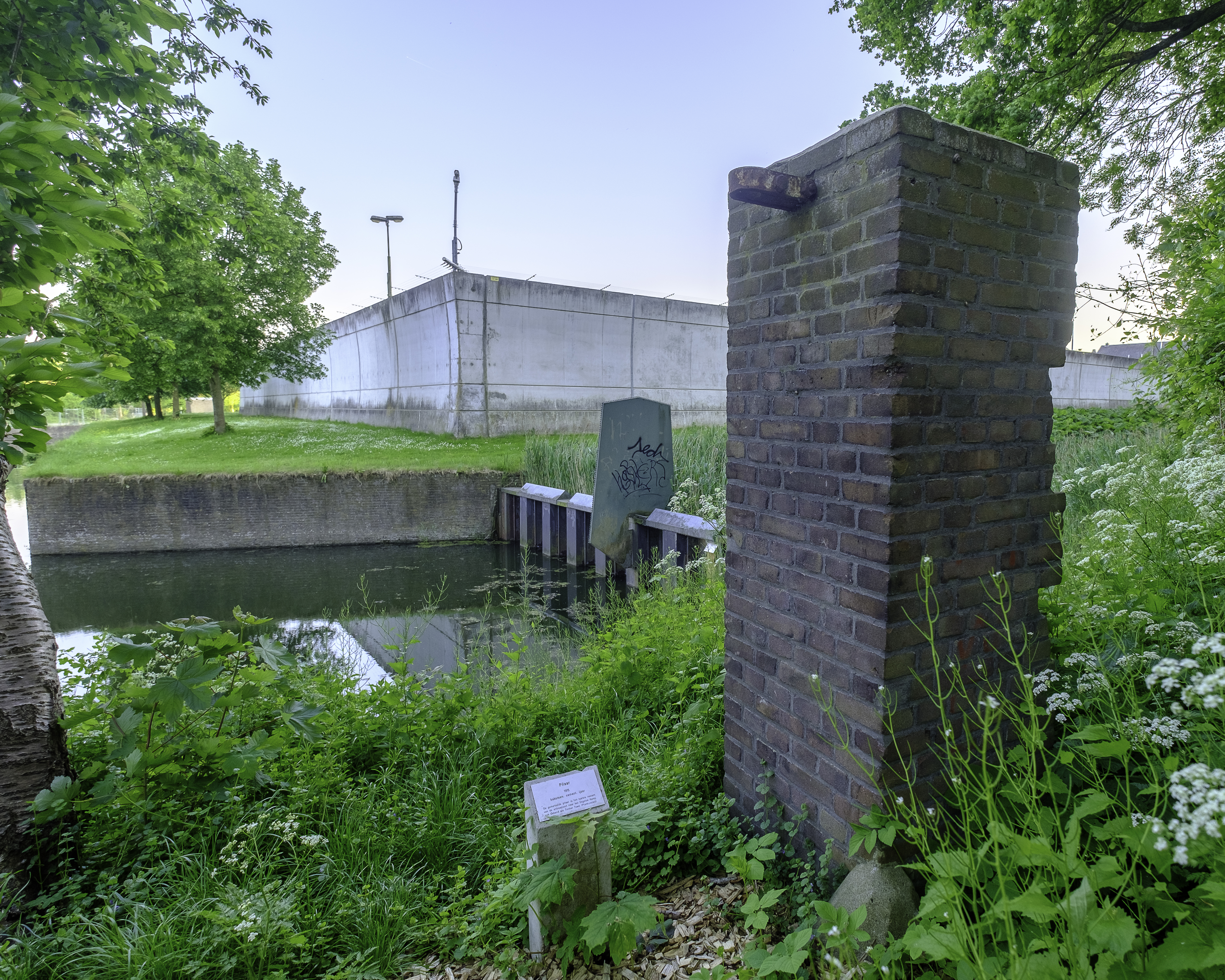
Pilaar uit de vroegere toegangspoort aan de weg Kempkensberg bij het Sterrebos
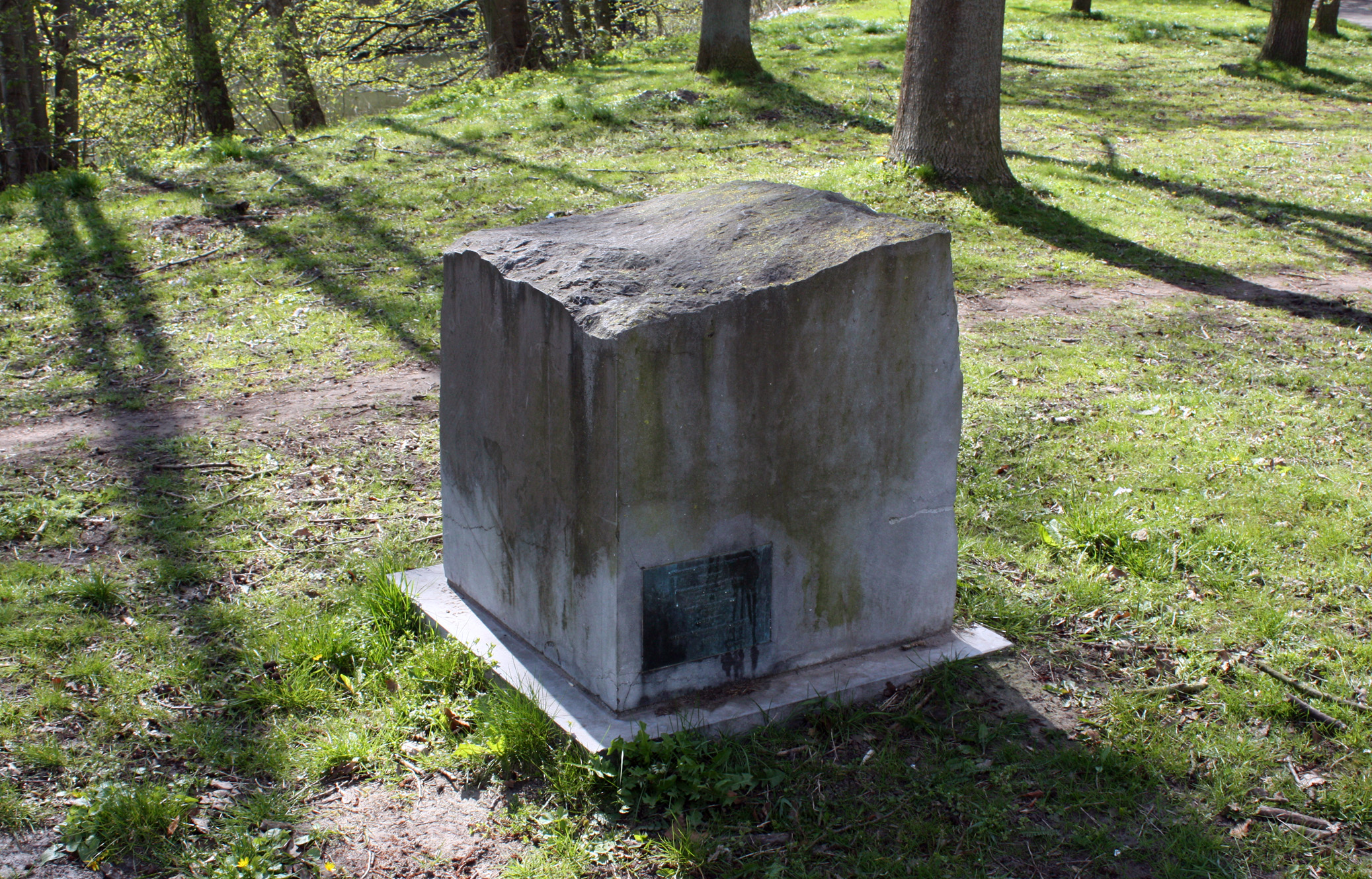
Kunstwerk uit 1990 ter herdenking van de oprichting van de Gastvrijheid Lodge